# Тербинафин
Тербинафин (Ламисил, Тербисил) је антимикотик из групе алиламина. Прикладан је како за топикалну тако и системску употребу, а терапијски се најчешће примењује као хидрохлорид. На тржишту је доступан формулисан као 1% маст или гел, као и у облику таблета.
Тербинафин је синтетско, високо липофилно, антифунгално средство које се након пероралне примене брзо редиструбуира из плазме у нокте (и њихову основу), кожу и масно ткиво. Оваква специфична дистрибуција га чини леком избора код гљивичних инфекција ноктију (онихомикоза). Топикално се користи примарно код дерматомикоза. Тербинафин подлеже биоконверзији под дејством неколико ензимских система јетре, па инхибиција појединих не доводи до значајног повећања концентрације лека у плазми. Описани су случајеви хепатотоксичног дејства тербинафина код системске примене, али су они веома ретки. Као и сви алиламински антимикотици, тербинафин делује инхибицијом сквален епоксидазе, што супримира синтезу ергостерола, и последично нарушава функције ћелијске мембране гљивице (у смислу одржавања pH и транспорта хранљивих материја) док повећани нивои сквалена делују токсично. Учинак је фунгицидан.
Тербинафин може да интерагује са кодеином и дезипрамином.